# Toki o kakeru shōjo (chanson)
Pour les articles homonymes, voir Toki o kakeru shōjo.
Toki o kakeru shōjo (時をかける少女) est une chanson japonaise écrite et composée en 1983 par Yumi Matsutoya pour servir de générique au film homonyme adapté de la nouvelle La Traversée du temps de Yasutaka Tsutsui, qui donne son titre original à la chanson et en inspire les paroles.

## Single
La chanson est d'abord interprétée par Tomoyo Harada, qui joue également l'héroïne du film, et sort en single le 21 avril 1983 au Japon, avec en "face B" la chanson Zutto Soba ni aussi écrite et composée par Yumi Matsutoya. Le single, le troisième de Tomoyo Harada, est un tube, qui atteint la deuxième place du classement des ventes de l'Oricon. La chanson figure sur la bande originale du film, et d'autres versions par Harada figureront sur son premier album Birthday Album fin 1983, sur sa compilation Pochette en 1986, sur son "best of" From T en 1987, et sur son album Music & Me de 2007.
Titres
- Face A : Toki o kakeru shōjo (時をかける少女?) (3:49)
- Face B : Zutto Soba ni (ずっとそばに?) (4:38)

## Reprises
Yumi Matsutoya reprend aussi la chanson en 1983 en "face B" de son single Dandelion puis sur son album Voyager. En 1997, elle la réécrit et la renomme Toki no Canzone (時のカンツォーネ) pour servir de générique à la deuxième adaptation cinématographique de la nouvelle ; cette nouvelle version figure sur la bande originale du film et sur l'album de la chanteuse Suyua no Nami (スユアの波).
La seiyū Ai Shimizu reprend aussi la chanson en 2003 en "face B" de son premier single Angel Fish.